# Meschede
Meschede ['mɛʃɛdə] – miasto powiatowe w Niemczech, w kraju związkowym Nadrenia Północna-Westfalia, w rejencji Arnsberg, siedziba powiatu Hochsauerland. W 2010 roku liczyło 30 823 mieszkańców.

## Współpraca
Miejscowości partnerskie:
- Cousolre, Francja
- Le Puy-en-Velay, Francja
- Wińsko, Polska